# Nemzeti park

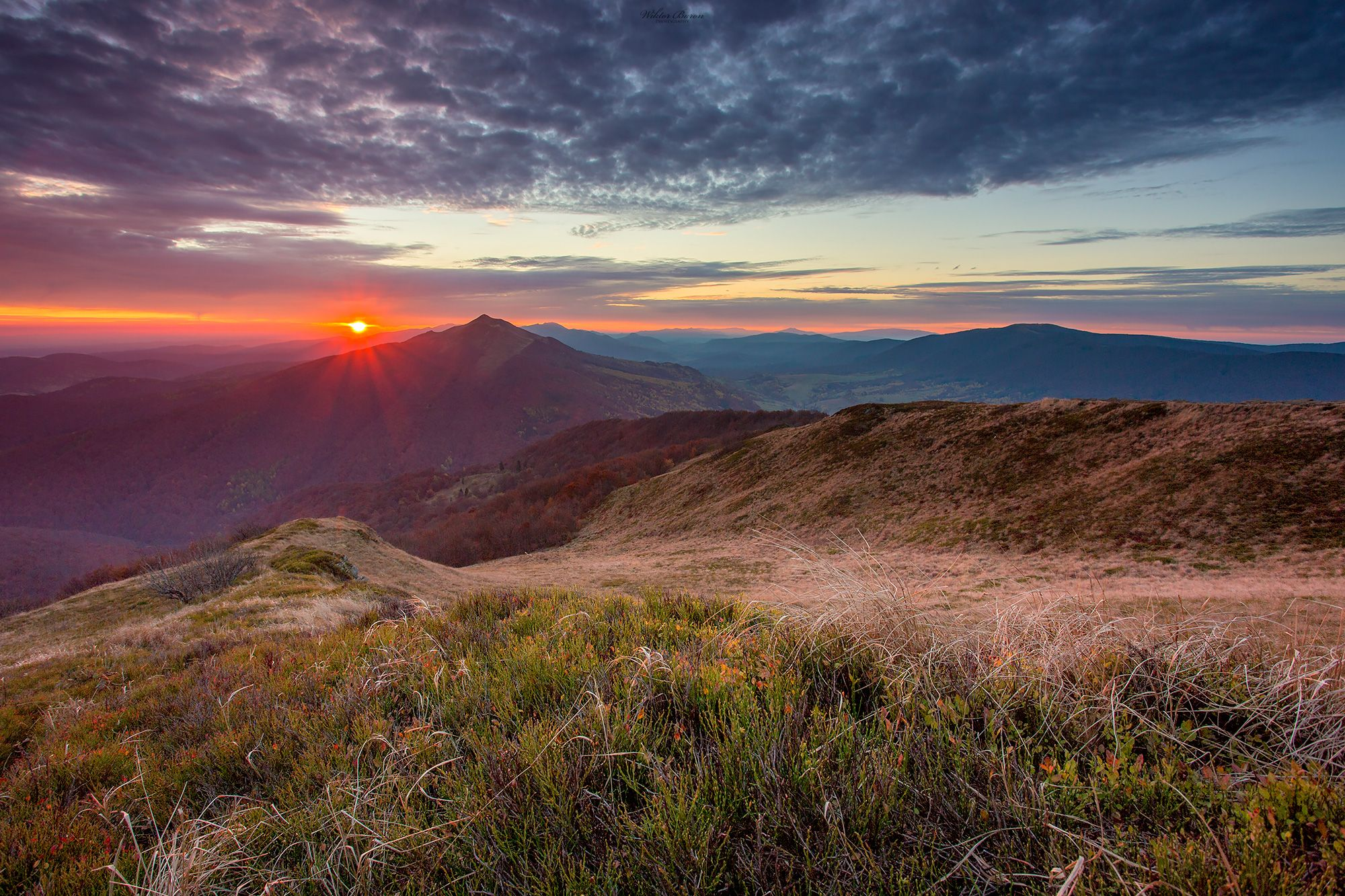
Besszádoki Nemzeti Park, Lengyelország

A nemzeti park a Természetvédelmi Világszövetség meghatározása szerint olyan terület, amelynek ökológiai egységessége megőrzendő a jelen és a jövő generációi számára; amely megvédendő mindenfajta mezőgazdasági és ipari hasznosítástól; és amelyen lehetőség nyílik nemcsak tudományos, hanem oktatási és szabadidős tevékenységek végzésére is.

## A nemzeti parkok létrejötte
A fenti elvek alapján első alkalommal 1864-ben az Amerikai Egyesült Államokban helyeztek állami védelem alá egy területet. 1864. június 30-án az Abraham Lincoln által aláírt törvény a kaliforniai Yosemite Valley-t és a Giant Sequoias-i Mariposa Grove-ot állami tulajdonba vette, létrehozva ezzel a Yosemite Nemzeti Parkot. Az első valódi nemzeti park, amely létrehozatalának pillanatában a nemzeti park nevet is megkapta, az 1872-ben létrehozott Yellowstone Nemzeti Park.
1909. május 24-én alakultak meg az első európai nemzeti parkok, ennek emlékére minden év május 24-én ünneplik az Európai Nemzeti Parkok Napját.

## Nemzeti parkok Magyarországon
Magyarországon az 1850/1972. és 1851/1972. számú OTvH határozattal hozták létre az első Nemzeti Parkot. Ez a Hortobágyi Nemzeti Park volt. Hivatalos alapítási időpont 1973. január 1. A Természetvédelmi Világszövetség (IUCN) védett területeket osztályozó rendszere II-es kategóriába sorolta a Hortobágyi Nemzeti Parkot. Utolsóként az Őrségi Nemzeti Park alakult meg 2002-ben.

### Magyarország nemzeti parkjai
Magyarországon 2023 elején 10 nemzeti park volt, ezek felsorolása az alábbi táblázatban található. A területadatok 2014 végére vonatkoznak.
| Nemzeti park                   | Alapítva | Területe (km²) | Székhelye          |
| ------------------------------ | -------- | -------------- | ------------------ |
| Hortobágyi Nemzeti Park        | 1973     | 809,572        | Debrecen           |
| Kiskunsági Nemzeti Park        | 1975     | 506,41         | Kecskemét          |
| Bükki Nemzeti Park             | 1977     | 422,834        | Eger               |
| Aggteleki Nemzeti Park         | 1985     | 201,837        | Jósvafő            |
| Fertő–Hanság Nemzeti Park      | 1991     | 238,913        | Sarród             |
| Duna–Dráva Nemzeti Park        | 1996     | 497,516        | Pécs               |
| Körös–Maros Nemzeti Park       | 1997     | 512,465        | Szarvas            |
| Balaton-felvidéki Nemzeti Park | 1997     | 570,19         | Csopak             |
| Duna–Ipoly Nemzeti Park        | 1997     | 606,76         | Budapest/Esztergom |
| Őrségi Nemzeti Park            | 2002     | 440,483        | Őriszentpéter      |

### A nemzeti parkok működése Magyarországon
Hazánk nemzeti parkjainak kezelői a nemzeti park igazgatóságok, melyek működési területét kormányrendelet határozza meg. Az egyes igazgatóságok a működési területükön ellátják a tájvédelmi körzetek és az országos jelentőségű természetvédelmi területek természetvédelmi kezelését is.